# Водосбор (растение)
Водосбо́р, или О́рлики, или Аквиле́гия (лат. Aquilégia) — род травянистых многолетних растений семейства Лютиковые (Ranunculaceae).
Представители рода произрастают в Северном полушарии.
Около 35 видов введено в культуру.

## Название
Латинское название растения, по разным версиям, образовано от латинских слов aqua — «вода» и legere — «собирать», либо от aquila — «орёл».
Название, возможно, восходит к эффекту лотоса.
Известно также под народными названиями голубки, орлики, сапожки, колокол.
В литературе по садоводству часто используется транскрипция научного названия — аквиле́гия.

## Ботаническое описание

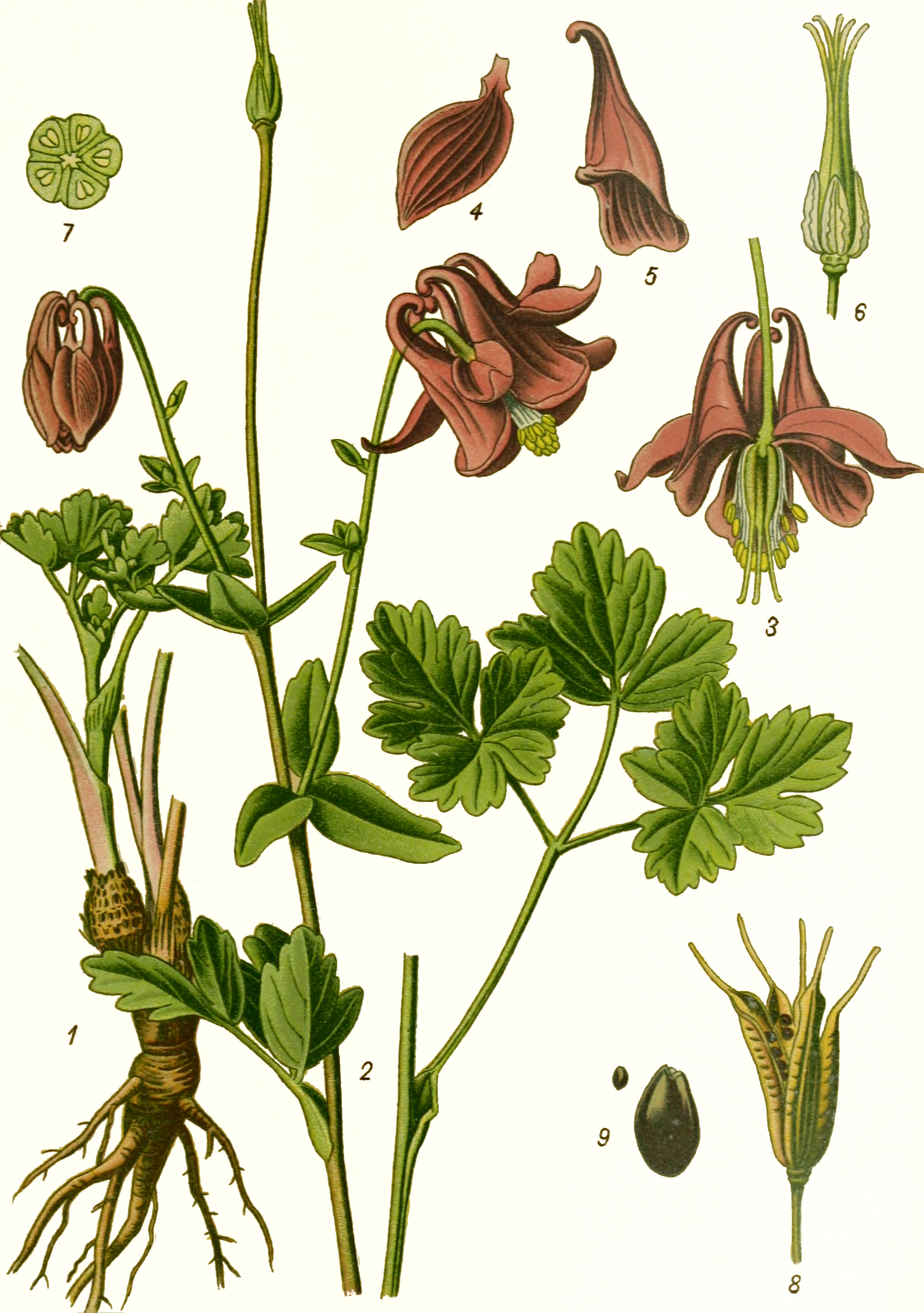
Водосбор обыкновенный. Ботаническая иллюстрация

Побеги имеют двухгодичный цикл развития. В первый год у основания цветущего побега закладывается почка возобновления. Из неё осенью, после окончания цветения, формируется только прикорневая розетка листьев. Листья перезимовывают и в большинстве своем отмирают ранней весной. Эти осенние листья заменяются другим поколением листьев, которые вегетируют всё лето до осени. Из центра листовой розетки в конце весны — начале лета формируются цветоносные стебли, несущие стеблевые листья и цветки.
Листья с длинным гибким черешком, дважды-трижды тройчаторассечённые, стеблевые — тройчатые, сидячие.
Цветки одиночные поникающие, различной величины и окраски: синие, фиолетовые, жёлтые, малиновые, белые или двухцветные, сочетающие эти расцветки. Венчик состоит из пяти отдельных лепестков, похожих на воронку с косо срезанным широким отверстием, и шпорцев различной формы и длины, обычно загнутых на узком конце. Известны также бесшпорцевые (звёздчатые) формы. Длина и степень загнутости, а также отсутствие шпорцев являются важными систематическими признаками при определении видов и садовых форм аквилегий.
По характеру и длине шпорцев выделяют несколько условных групп:
- шпорец загнут крючком или кольцеобразный — европейские виды: аквилегия альпийская, железистая, обыкновенная и олимпийская;
- шпорец длинный и прямой — американские виды: аквилегия голубая, канадская, калифорнийская, золотистая, Скиннера;
- цветки без шпорцев — виды из Китая и Японии.

Для европейских и азиатских видов характерны цветки белой, голубой, синей и розовой окраски. Американские виды, кроме длинного шпорца, отличаются яркостью окраски цветков, золотистых, оранжевых и красных тонов.
Плод — многолистовка. Семена мелкие, чёрные, блестящие; ядовиты; сохраняют всхожесть около 1 года.

## Значение и использование
Медоносные пчёлы берут пыльцу с тех видов или садовых сортов водосбора, у цветков которых короткий шпорец. Цветки с длинным шпорцем выделяют больше нектара, но пчёлам удаётся добыть его только после того, как основание шпорца будет прокусано шмелями.

### В цветоводстве

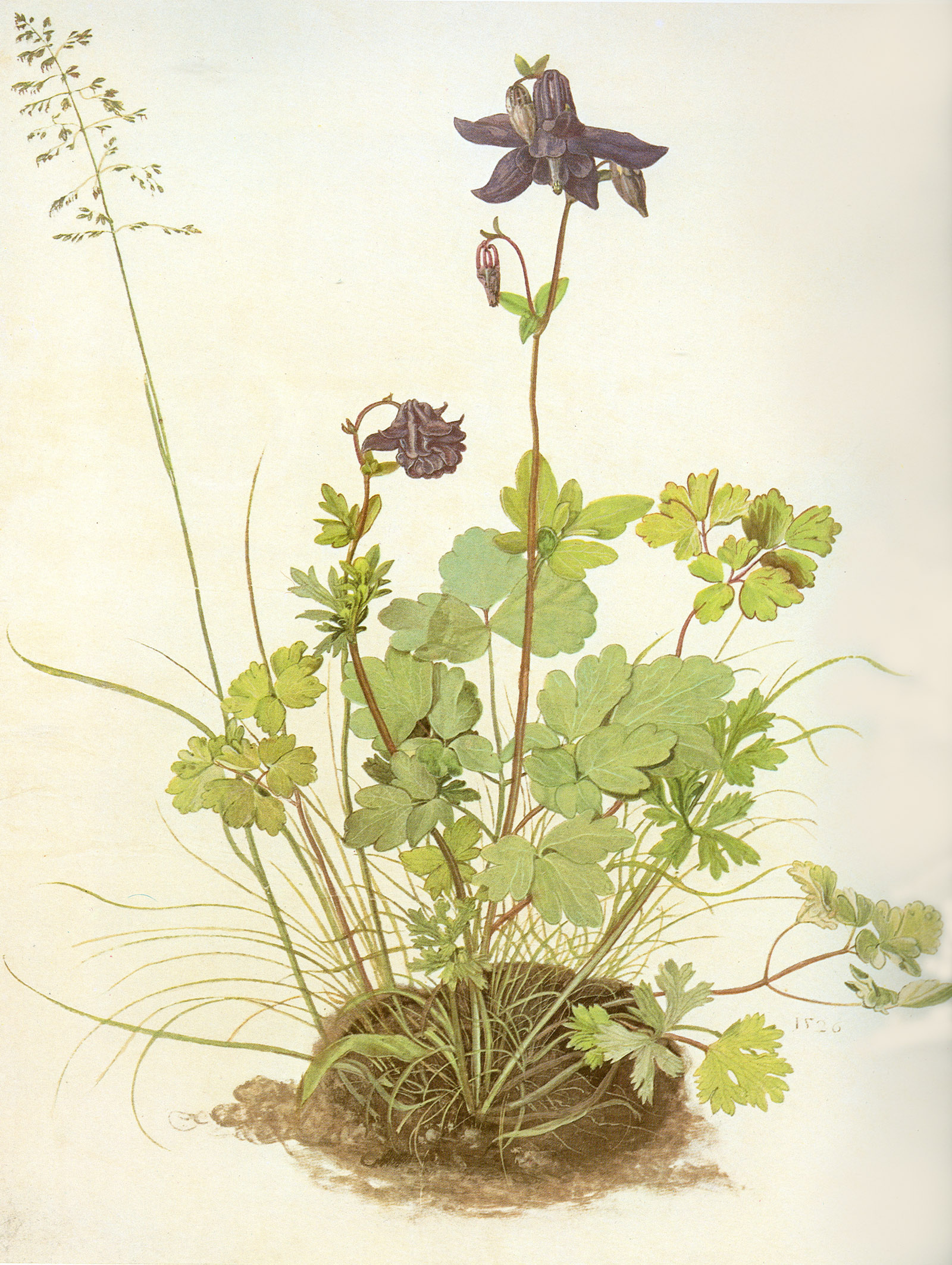
А. Дюрер. Водосбор. Картон, акварель, гуашь. 1526

В садах дикорастущие аквилегии почти не встречаются. Наибольшее распространение получили гибридные формы (Aquilegia ×hybrida hort.).
Большинство видов и садовых форм аквилегий могут возделываться от степной до севера таёжной зоны России без специального укрытия на зиму. Лишь некоторые виды, в природе растущие в относительно тёплых областях, например, Aquilegia skinneri, могут погибнуть в морозные малоснежные зимы.
Месторасположение: полутень.
Почва: лучше развивается на умеренно влажных, лёгких и рыхлых, богатых гумусом и питательными веществами почвах.
Болезни и вредители: аквилегия может поражаться мучнистой росой, ржавчинными грибами, серой гнилью, пятнистостями, хризантемной и галловой нематодами, тлёй, паутинным клещом, совками, листовыми минёрами и т. п. Наиболее распространённое заболевание аквилегий — мучнистая роса: на листьях и черешках появляется белый налёт, позже они буреют и отмирают.
Размножение: семенами и делением куста. Семена высевают непосредственно после сбора осенью или весной в открытый грунт или ящики. При осеннем посеве всходы получаются более дружными. Для весеннего посева семена рекомендуется смешивать с землёй и промораживать в снегу или держать в холодильнике. Всходы появляются через 20—30 дней. Оптимальная температура для прорастания 18 °C. Черенкуют аквилегии, как правило, весной, используя побеги с ещё не полностью распустившимися листьями.
Молодые растения зацветают на второй год, полного развития достигают на третий год. Все виды легко образуют гибридные формы при перекрёстном опылении. Низкорослые формы сажают на расстоянии 25 см друг от друга, более высокие — до 40 см.
Использование: низкорослые виды и гибриды аквилегий лучше всего применять при создании альпинария. Ажурная листва и сравнительно мелкие цветки дополняют плотные куртины горечавок, камнеломок. Более высокорослые виды и гибриды включают в групповые посадки многолетников, высаживают на рабатках, по опушкам, в миксбордерах, используют для цветочного оформления тенистых мест у водоёмов. Аквилегии хорошо сочетаются с люпинами, высокорослыми колокольчиками, ирисами, купальницами, баданом, декоративными злаками, бруннерой, астильбой, хостой, папоротниками.
Декоративный вид сохраняют сравнительно недолго, обычно не более 4—5 лет. Стареющий куст в центре выпревает и распадается на несколько более мелких и слабых дочерних кустов, которые не дают ожидаемого декоративного эффекта. Поэтому стареющие кусты следует своевременно заменять молодыми.

### Гибриды

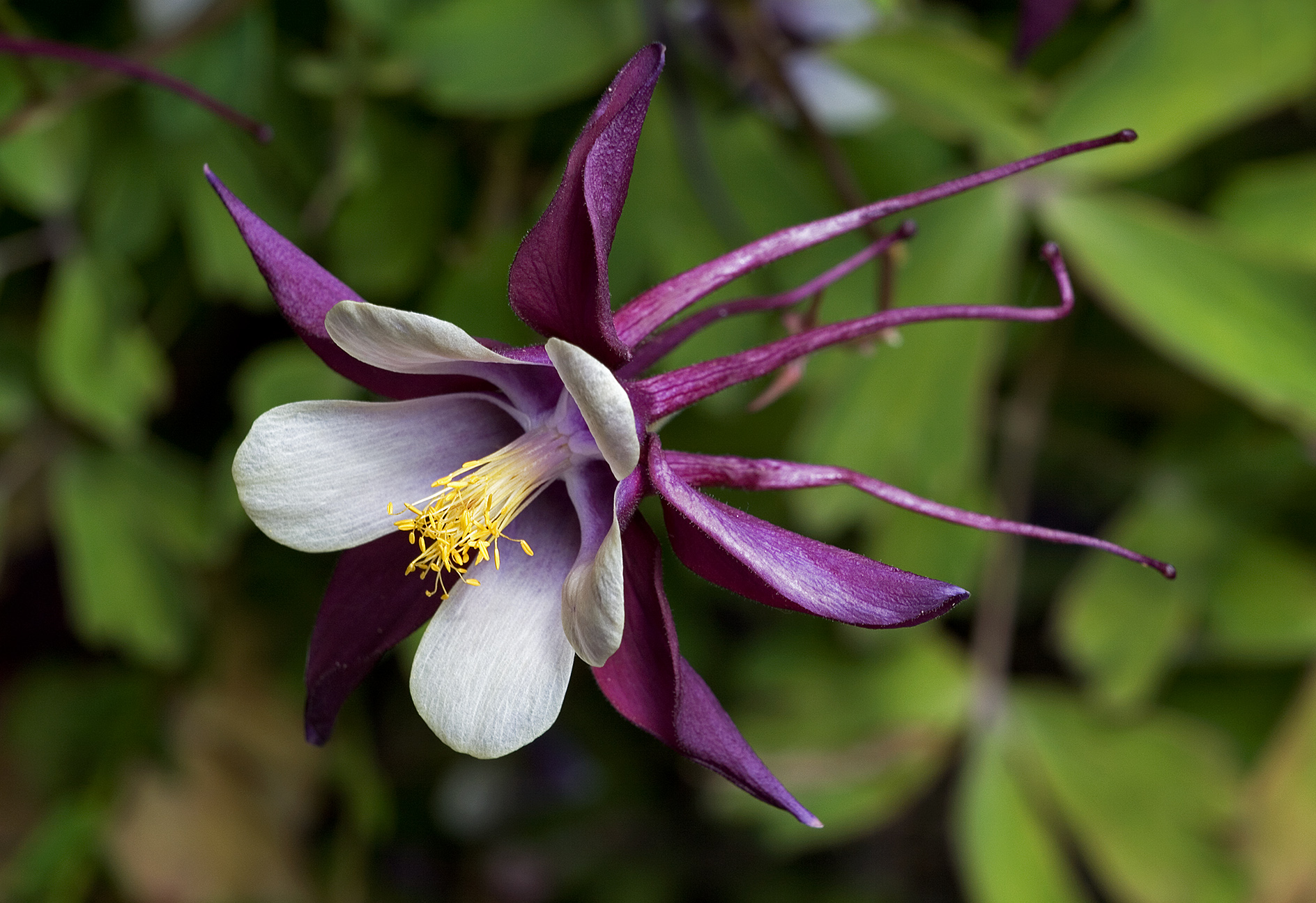
Сорт 'Magpie'

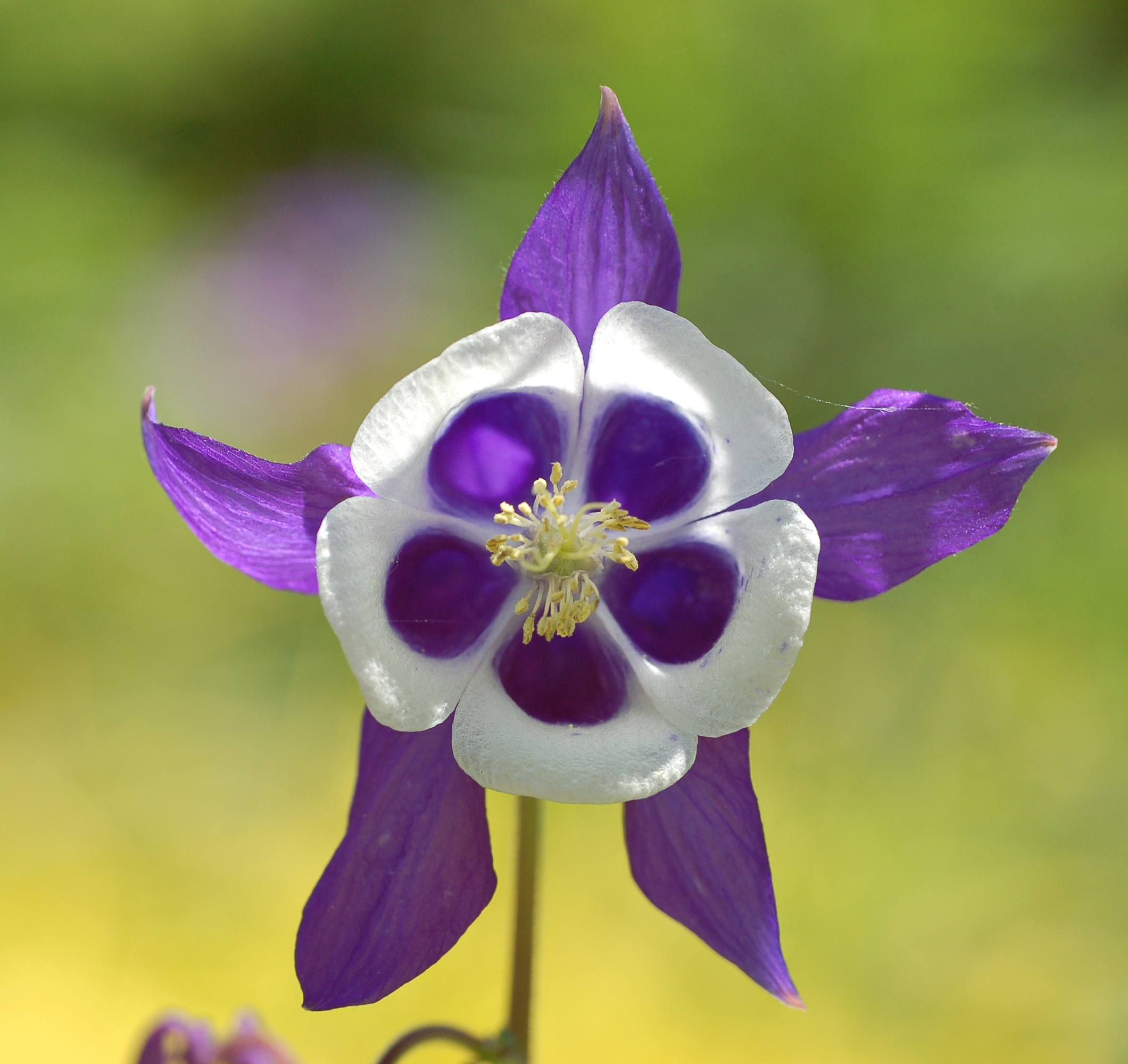
Сорт 'Blue Butterflies'

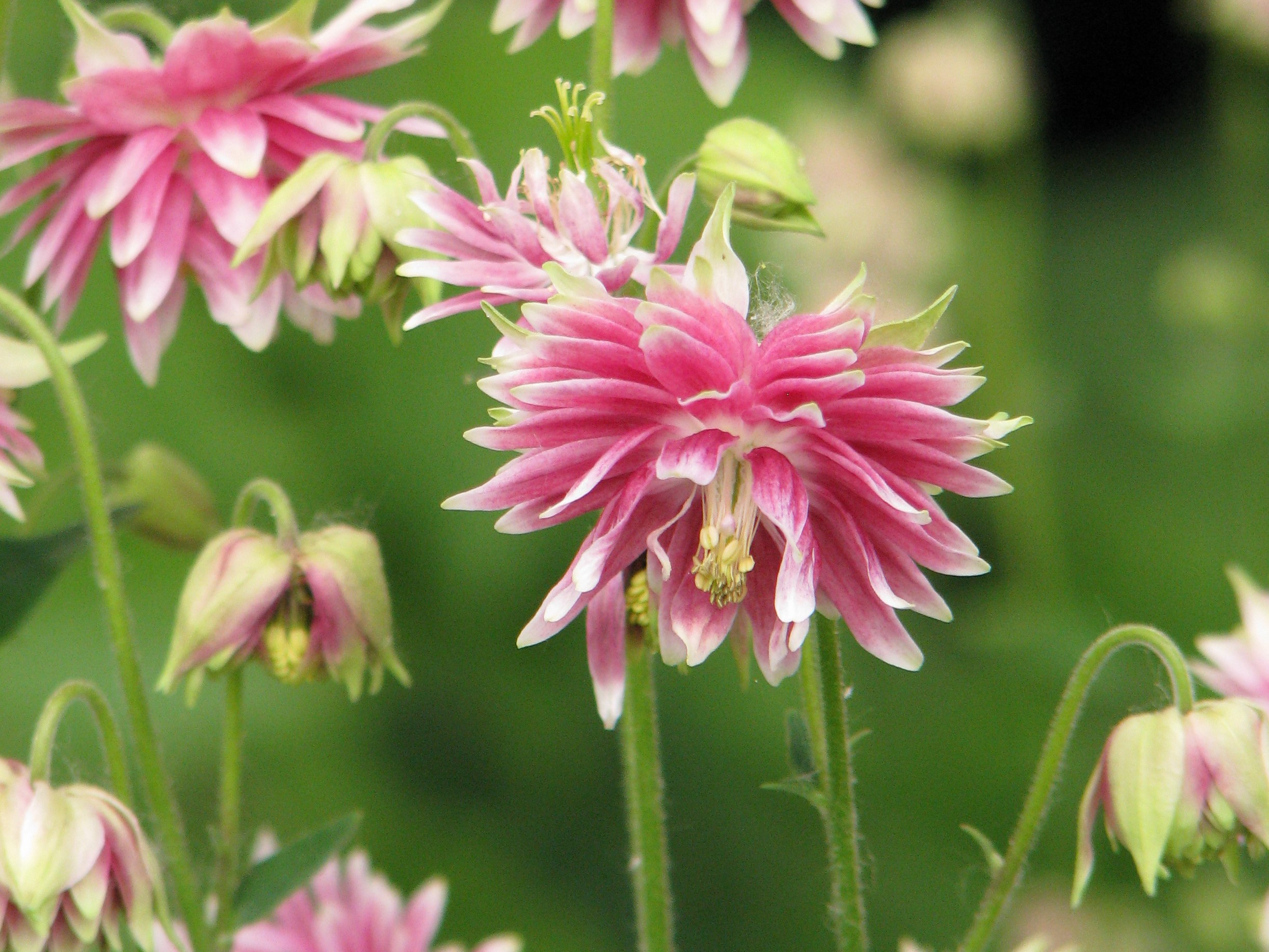
Сорт 'Nora Barlow'

Aquilegia ×hybrida имеет довольно крупные цветки, простые или махровые, чаще длинношпорцевые, до 10 см в диаметре, отличающиеся большим разнообразием окраски — от чисто-белой и золотисто-жёлтой до сиреневой и розовой. Венчик и шпорцы у них окрашены в различные тона. Цветки на длинных цветоносах, собраны в рыхлые метельчатые соцветия.
Гибридные аквилегии произошли, главным образом, в результате скрещивания аквилегии обыкновенной (Aquilegia vulgaris) из Европы с американскими видами. В дальнейшем в этом процессе приняли участие и другие виды из северного полушария. Обычно различают гибридные аквилегии с короткими, часто загнутыми шпорцами (признак, унаследованный от европейских видов) и с длинными, как правило, прямыми шпорцами (влияние видов из Америки). Имеются и бесшпорцевые гибридные аквилегии, связанные своим происхождением с Японией и Китаем. Но чаще всего в культуре можно встретить длинношпорцевые американские сорта.
- Гибриды МакКаны (McKana Hybrids). Высокорослые, до 120 см, растения, полученные в результате многочисленных скрещиваний. Цветки преимущественно длинношпорцевые с различной расцветкой чашелистиков и лепестков венчика: голубые, синие, светло—фиолетовые, белые, желтые, розовые, красные и темно—красные. Цветки почти никогда не бывают поникшими.
- Aquilegia ×hybrida 'Spring Magic'. Мощные кусты, высота 65—70 см, диаметр 85—100 см, бывают сплошь покрыты довольно крупными (5,5-6,0 см) белыми, сине-, красно-, фиолетово-, розово-белыми цветками, смотрящими в стороны.
- Aquilegia 'Winky Mixed'. Отличается обильным и длительным периодом цветения. Очень компактные растения с плотной подушкой листьев, над которой возвышаются на прямостоячих цветоносах изящные кисти соцветий. Цветки направлены вверх, а не поникают как у многих других сортов. Оптимальная температура для роста растений +14-18 °C. Семена прорастают через 35 дней после посева при температуре 23 °C. Посевы необходимо предварительно охладить в течение 2 недель при температуре +10 °C. Зацветает через 36/52 недель после посева.
- Aquilegia ×hybrida 'Crimson Star'. До 60 см высотой, цветки красные с белой серединой.
- Aquilegia ×hybrida 'Snow Queen'. До 40—45 см высотой, цветки чисто белые.
- Aquilegia vulgaris 'Biedermeier'. Низкорослые растения, не превышают 30—40 см. Цветки двухцветные махровые (желто-красные, бело-голубые и др.), по декоративности не уступают высокорослым сортам. В Японии используются как горшечные растения[7].

## Классификация

### Таксономия
Aquilegia  L., 1753, Sp. Pl. : 533 
Род Водосбор относится к семейству Лютиковые (Ranunculaceae) порядка Лютикоцветные (Ranunculales). Таксономическая схема в соответствии с Системой APG IV по состоянию на декабрь 2023 года:
|  |                                      |  |                                   |                                   |                     |  | ещё 6 семейств |             |              |                                                             |
|  |                                      |  |                                   |                                   |                     |  |                |             |              | 129 подтвержденных видов и 34 вида, ожидающих подтверждения |
|  |                                      |  |                                   | порядок Лютикоцветные             |                     |  |                |             | род Водосбор |                                                             |
|  |                                      |  |                                   | порядок Лютикоцветные             |                     |  |                |             | род Водосбор |                                                             |
|  | отдел Цветковые, или Покрытосеменные |  |                                   |                                   | семейство Лютиковые |  |                |             |              |                                                             |
|  | отдел Цветковые, или Покрытосеменные |  |                                   |                                   |                     |  |                |             |              |                                                             |
|  |                                      |  | ещё 63 порядка цветковых растений | ещё 63 порядка цветковых растений |                     |  |                | ещё 53 рода | ещё 53 рода  |                                                             |
|  |                                      |  |                                   | ещё 63 порядка цветковых растений |                     |  |                |             | ещё 53 рода  |                                                             |

### Виды

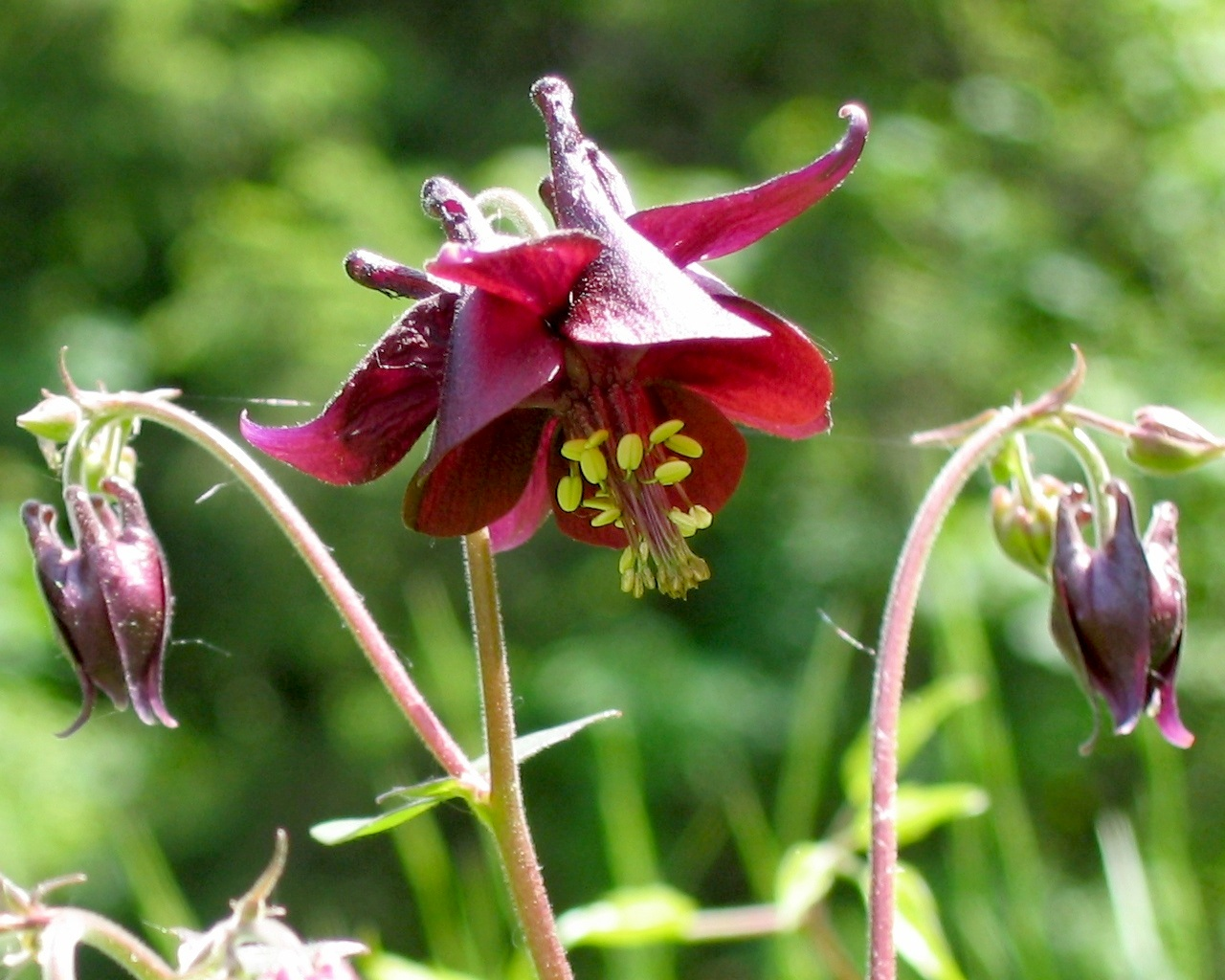
Aquilegia atrata

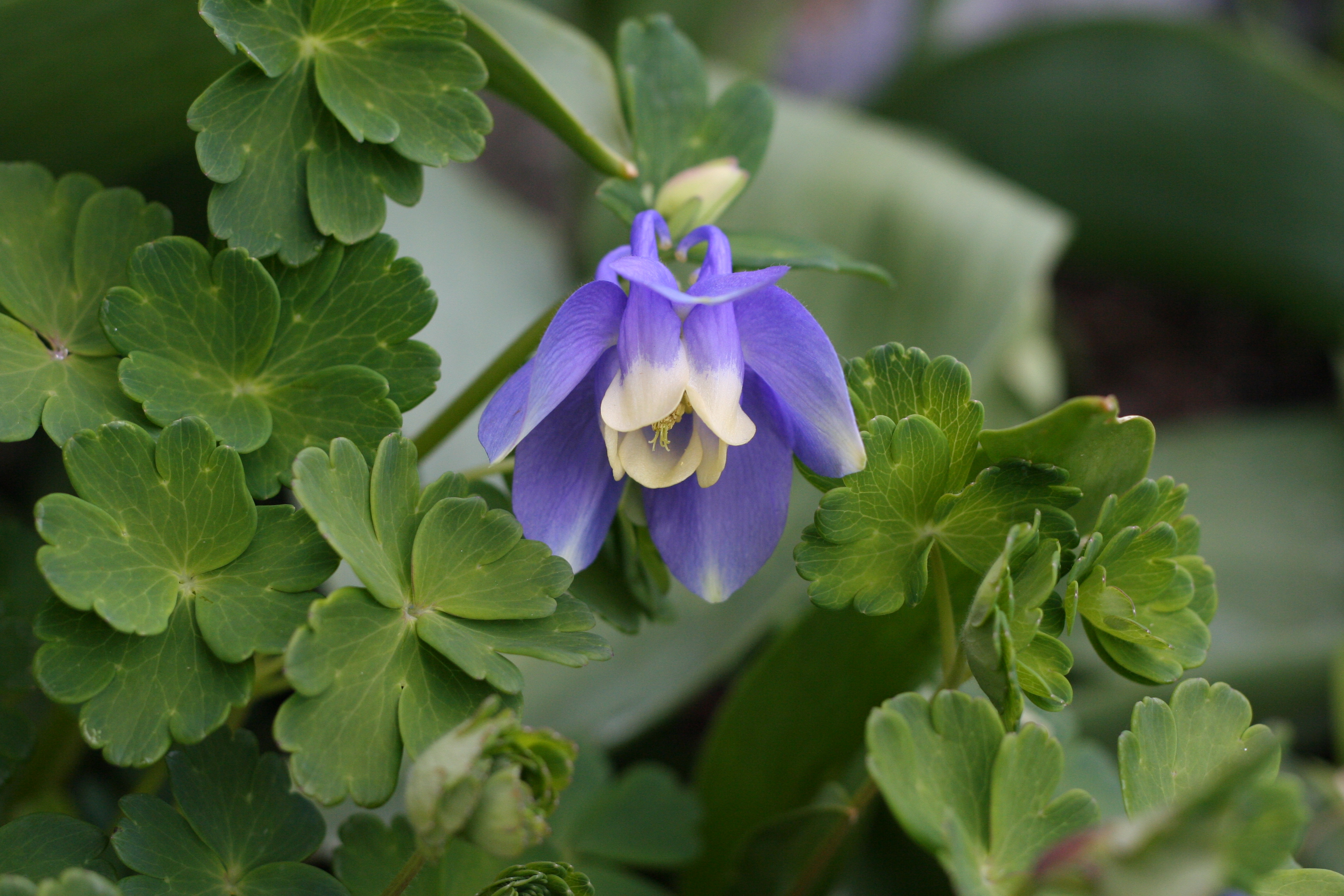
Aquilegia flabellata

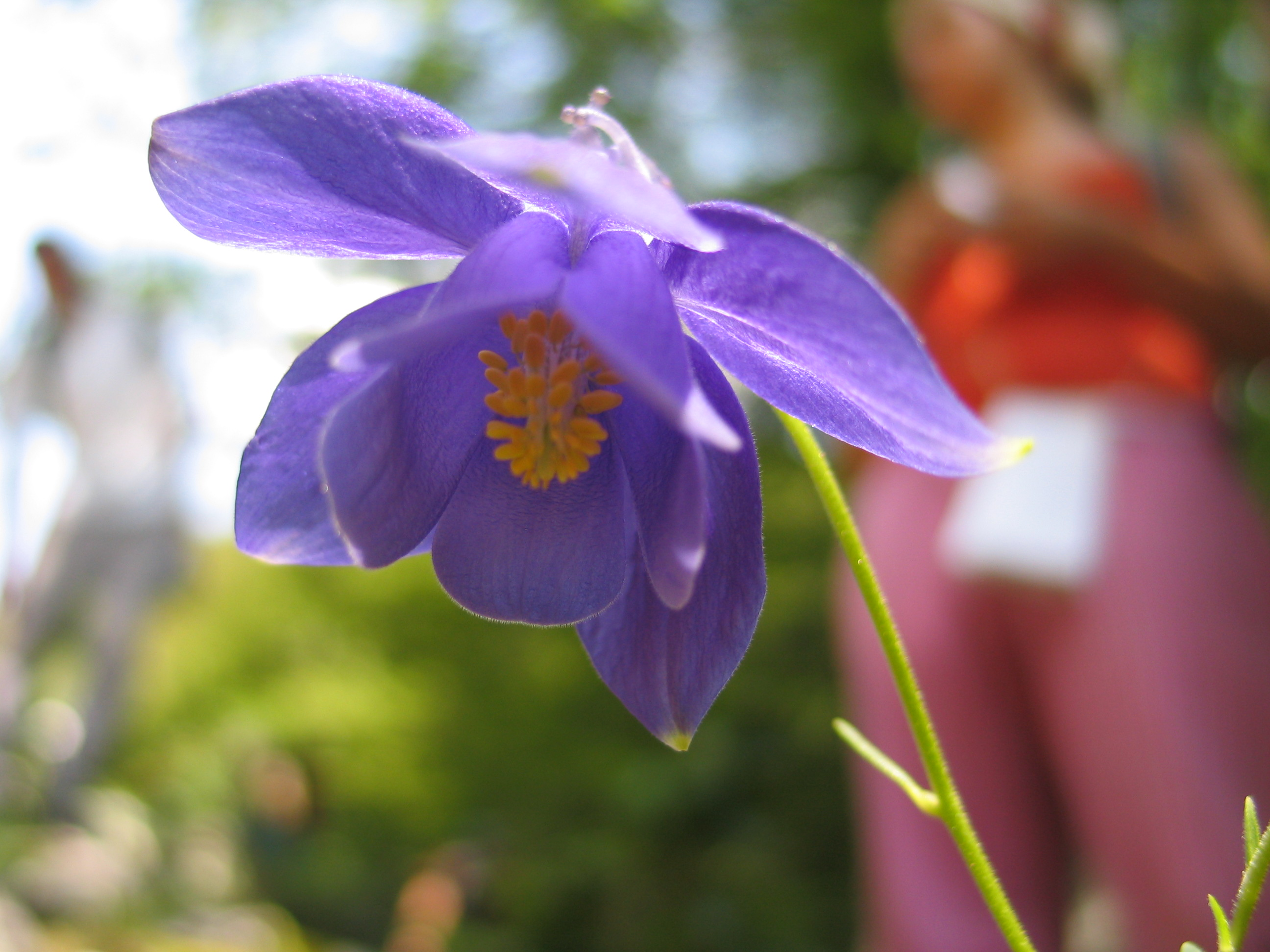
Aquilegia pyrenaica

Некоторые из них:
- Aquilegia alpina L. — Водосбор альпийский
- Aquilegia atrata Koch — Водосбор тёмный
- Aquilegia atrovinosa Popov ex Gamajun.
- Aquilegia caerulea E.James — Водосбор голубой
- Aquilegia flabellata Siebold & Zucc. — Водосбор вееровидный
- Aquilegia formosa Fisch. ex DC. — Водосбор прекрасный
- Aquilegia glandulosa Fisch. ex Link. — Водосбор железистый
- Aquilegia karelinii (Baker) O.Fedtsch. & B.Fedtsch. — Водосбор Карелина
- Aquilegia lactiflora Kar. & Kir. — Водосбор молочноцветный
- Aquilegia nigricans Baumg. — Водосбор чернеющий
- Aquilegia olympica Boiss. — Водосбор олимпийский
- Aquilegia oxysepala Trautv. & C.A.Mey. — Водосбор остролепестный
- Aquilegia parviflora Ledeb. — Водосбор мелкоцветковый
- Aquilegia sibirica Lam. — Водосбор сибирский
- Aquilegia skinneri Hook. — Водосбор Скиннера
- Aquilegia viridiflora Pall. — Водосбор зелёноцветный
- Aquilegia vulgaris L. — Водосбор обыкновенный

## В астрономии
В честь водосбора (аквилегии)назван астероид (1063) Аквилегия, открытый в 1925 году немецким астрономом Карлом Райнмутом в Гейдельбергской обсерватории.